# 모킹버드

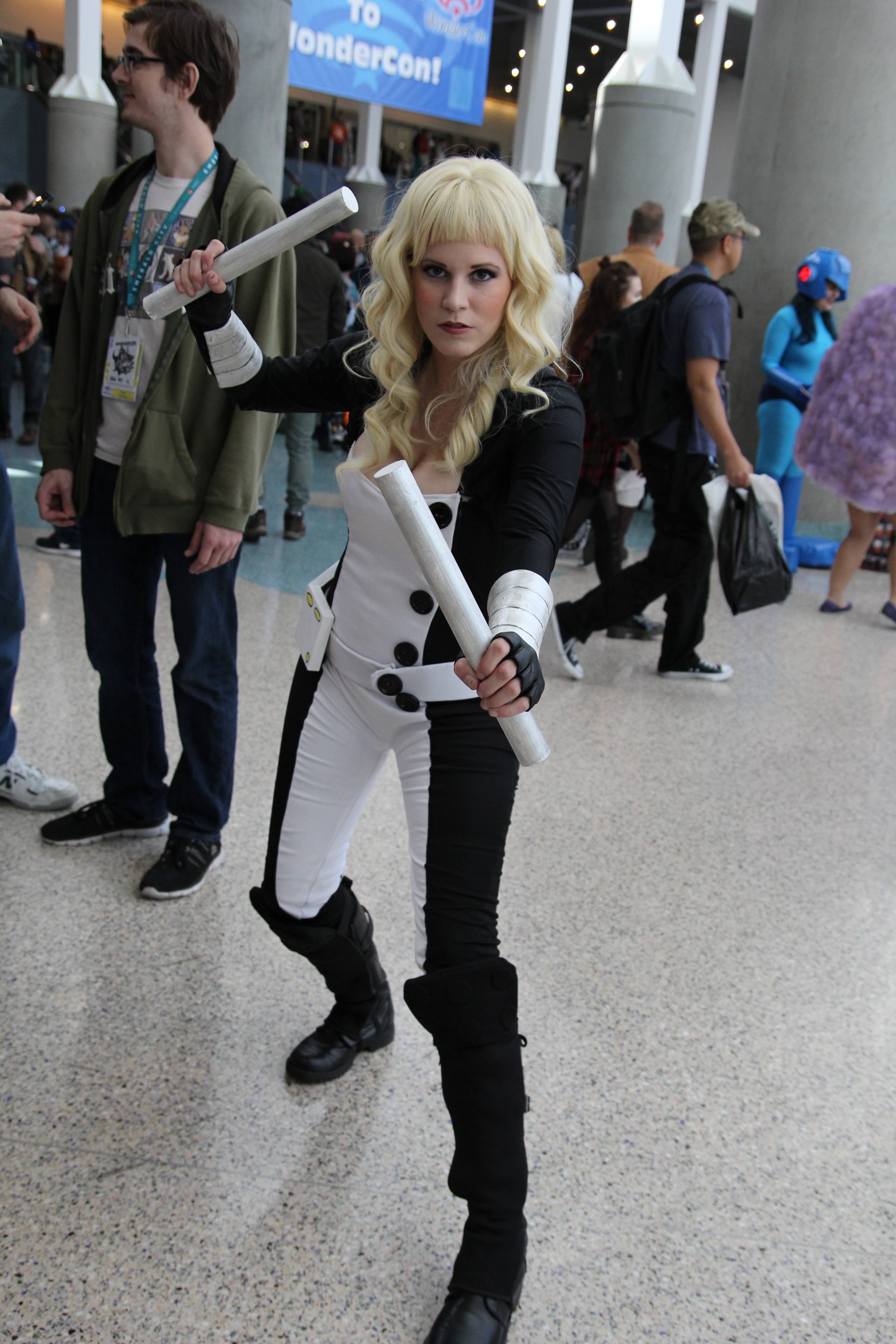

모킹버드(영어: Mockingbird), 본명 바버라 "바비" 모스(Barbara "Bobbi" Morse)는 마블 코믹스의 슈퍼히어로 캐릭터이다. 훈련된 실드 요원으로, 처음에는 케이자와 호크아이의 조력자로 활약하다 근래에 독자적인 행보를 걷고 있다. 1971년 6월 《어스토니싱 테일스》 6호에 처음 등장했고, 렌 윈와 닐 애덤스가 공동 창작하였다. 마블 시네마틱 유니버스 소속 TV 드라마 《에이전트 오브 쉴드》에서는 에이드리엔 팰리키가 모킹버드 역을 연기했다.

## 담당 배우

### TV 드라마
- 에이전트 오브 쉴드(2014) - 에이드리엔 팰리키

## 담당 성우

### TV 애니메이션
- 어벤저스: 지구 최강의 영웅들(2010) - 엘리자베스 데일리